# Saint-Coulitz
Saint-Coulitz è un comune francese di 437 abitanti situato nel dipartimento del Finistère nella regione della Bretagna.

## Società

### Evoluzione demografica
Abitanti censiti